# Дараган, Александр Сергеевич
Александр Сергеевич Дараган (род. 19 января 1978, Днепропетровск) — украинский борец греко-римского стиля, чемпион Европы среди юниоров, чемпион и призёр первенств мира среди юниоров, бронзовый призёр чемпионатов Европы и мира, участник двух Олимпиад, победитель и призёр международных турниров. Выступал в полутяжёлой весовой категории (до 85 кг).
На летних Олимпийских играх 2004 года в Афинах Дараган в первой схватке проиграл представителю Турции Хамзе Ерликая, но затем победил эстонца Тарви Томберга и болгарина Владислава Методиева и стал 6-м в итоговом протоколе.
На следующей Олимпиаде в Пекине Дараган провёл на Олимпиаде единственную схватку, в которой проиграл иранцу Саману Тахмасеби и завершил борьбу за медали.